# Никол Хосп
Никол Хосп (Ехенбихл, 6. новембар 1983) бивша је аустријска алпска скијашица. Освојила је велики кристални глобус у сезони 2006/07. и две златне медаље на светским првенствима. Остварила је победе у свим дисциплинама осим у спусту.

## Биографија
За аустријску репрезентацију је први пут наступила у децембру 2000. на Европа купу у Сер Шеваљеу у Француској. Након тога учествовала је на Јуниорском првенству света 2001. у Вербијеу, где јој је најбољи пласман био девето место у спусту.
У Светском купу је дебитовала 18. фебруара 2001. у трци слалома која је одржана у Гармиш-Партенкирхену у Немачкој. У тој трци није успела да се квалификује за другу вожњу. Наредне сезоне осваја своје прве бодове у велеслаломској трци у Марибору, што је уједно био њен једини пласман те сезоне. На Јуниорском првенству света 2002. освојила је бронзу у спусту.
Прву победу у Светском купу остварила је 26. новембра 2002. у Зелдену у трци велеслалома. Иако после те победе није забележила више ни једну у тој сезони, ипак је остварила велики напредак и сезону завршила на десетом месту у укупном поретку. На Светском првенству 2003. у Санкт Морицу освојила је сребро у комбинацији и бронзу у слалому.
Сезону 2003/04. је одлично почела остваривши победе у слалому и велеслалому, међутим у јануару 2004. у Шладмингу је поломила скочни зглоб.
После опоравка вратила се такмичењима у сезони 2004/05. уз солидне резултате и сезону је завршила на четрнаестом месту.
Једини њен важнији резултат те сезоне био је освајање сребрне медаље у екипној конкуренцији на Светском првенству 2005. у Санта Катерини.
У сезони 2005/06. Никол Хосп је освојила бодове у свим дисциплинама и сезону завршила на четвртом месту. На Зимским олимпијским играма 2006. у Торину освојила је сребрну медаљу у слалому.
Сезона 2006/07. је била најуспешнија у каријери Никол Хосп. Остварила је четири победе и освојила је мали кристални глобус у велеслалому. У супервелеслалому и слалому била је друга а у комбинацији трећа на крају сезоне. Захваљујући овим резултатима освојила је велики кристални глобус као победница у укупном поретку Светског купа. На Светском првенству 2007. у Ореу освојила је злато у велеслалому и бронзу спусту, што јој представља најбољи пласман у овој дисциплини.
Током наредне сезоне водила је велику борбу са сународницом Марлис Шилд за титулу у поретку слалома међутим морала је да се задовољи другим местом. Такође је водила велику борбу са Линдси Вон за победу у укупном поретку али је на крају сезоне ипак била друга.
Од сезоне 2008/09. Никол Хосп има великих проблема са повредама и остварује слабе резултате.

## Освојени кристални глобуси
| Сезона | Дисциплина |
| ------ | ---------- |
| 2007.  | Укупно     |
| 2007.  | Велеслалом |

## Победе у Светском купу
12 победа (1 у супервелеслалому, 5 у велеслалому, 5 у слалому и 1 комбинацији)
| Датум              | Место             | Трка             |
| ------------------ | ----------------- | ---------------- |
| 26. октобар 2002.  | Зелден            | Велеслалом       |
| 17. децембар 2003. | Мадона ди Кампиљо | Слалом           |
| 27. децембар 2003. | Лијенц            | Велеслалом       |
| 29. јануар 2006.   | Кортина д'Ампецо  | Велеслалом       |
| 16. март 2006.     | Оре               | Супервелеслалом  |
| 6. јануар 2007.    | Крањска Гора      | Велеслалом       |
| 2. март 2007.      | Тарвизио          | Суперкомбинација |
| 17. март 2007.     | Ленцерхајде       | Слалом           |
| 18. март 2007.     | Ленцерхајде       | Велеслалом       |
| 9. децембар 2007.  | Аспен             | Слалом           |
| 13. јануар 2008.   | Марибор           | Слалом           |
| 30. новембар 2014. | Аспен             | Слалом           |